# 拉翁 (杜省)
拉翁（法語：Rahon，法語發音：[ʁa.ɔ̃]）是法国杜省的一个市镇，属于蒙贝利亚尔区。

## 地理
拉翁（47°19'21"N, 6°35'28"E）面积5.69 平方千米，位于法国勃艮第-弗朗什-孔泰大區杜省，该省份为法国东部内陆省份，北起上索恩省，西接汝拉省，东部及东南部与瑞士接壤，东北部与贝尔福地区省接壤。
与拉翁接壤的市镇（或旧市镇、城区）包括：韦勒罗莱贝尔瓦、贝尔瓦、奥尔沃、桑塞。

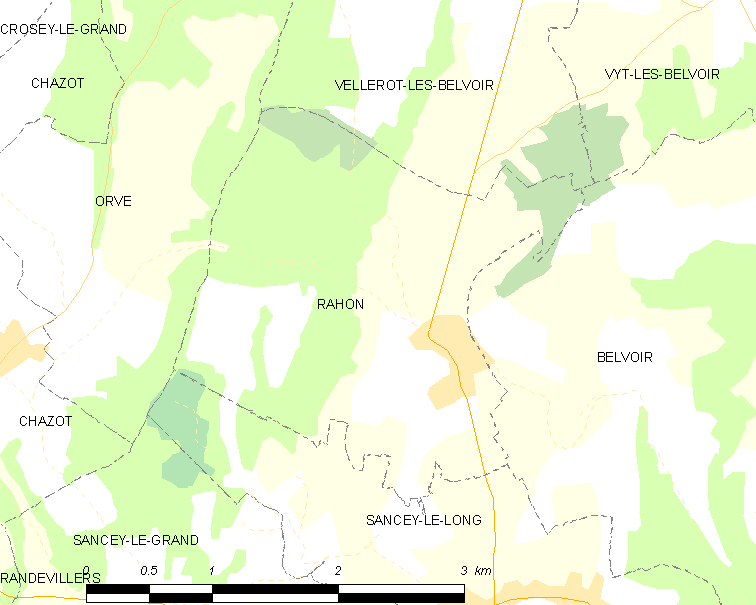
的OSM定位图

拉翁的时区为UTC+01:00、UTC+02:00（夏令时）。

## 行政
拉翁的邮政编码为25430，INSEE市镇编码为25476。

## 政治
拉翁所属的省级选区为巴旺县。

## 人口

1962-2008年间人口变化图示

拉翁于2022年1月1日时的人口数量为136人。